# Sina Heffner
Sina Heffner (né le 12 janvier 1980 à Bielefeld) est une sculptrice allemande.

## Biographie
Sina Heffner étudie de 1998 à 2004 à la Haute École d'arts plastiques de Brunswick auprès de Hartmut Neumann et de Thomas Virnich. En 2005, elle continue d'être l'élève de Virnich. En 2006, elle travaille dans l'atelier de Vera Bourgeois. Elle collabore avec Azade Köker à l'Institut d'architecture de l'université technique de Brunswick.
En 2008, elle reçoit le prix Gustav Weidanz de l'école d'art de Halle.

## Œuvre
Le sujet principal des œuvres sculpturales de Heffner est avant tout la nature, en particulier le monde animal. Elle crée des sculptures et des installations qui font éclater l'espace et déplacent le spectateur vers la lumière, l'ombre, la forme et l'espace. Souvent elle réduit la forme au minimum nécessaire. Elle analyse, résume et réduit pour expérimenter des matériaux non orthodoxes, simples et diversifiés tels que le bois, le fil métallique, le papier, le plastique et le latex.

## Source de la traduction
- (de) Cet article est partiellement ou en totalité issu de l’article de Wikipédia en allemand intitulé « Sina Heffner » (voir la liste des auteurs).